# シャイロー (ミサイル巡洋艦)
シャイロー（USS Shiloh, CG-67）は、アメリカ海軍のミサイル巡洋艦。タイコンデロガ級ミサイル巡洋艦の21番艦。艦名は南北戦争のシャイローの戦いにちなむ。イージスシステムのBMD3.6を搭載するミサイル防衛対応艦の一隻である。

## 艦歴
1996年9月3日、カール・ヴィンソン戦闘群に所属していたシャイローはデザート・ストライク作戦でイラクに対し14発のトマホーク巡航ミサイルを発射した。2002年7月、シャイローはイラクの自由作戦で再びトマホークを発射した。2003年4月25日にシャイローは母港であるカリフォルニア州のサンディエゴに帰投した。
2005年1月、シャイローは前年のスマトラ島沖地震の救援活動に参加した。

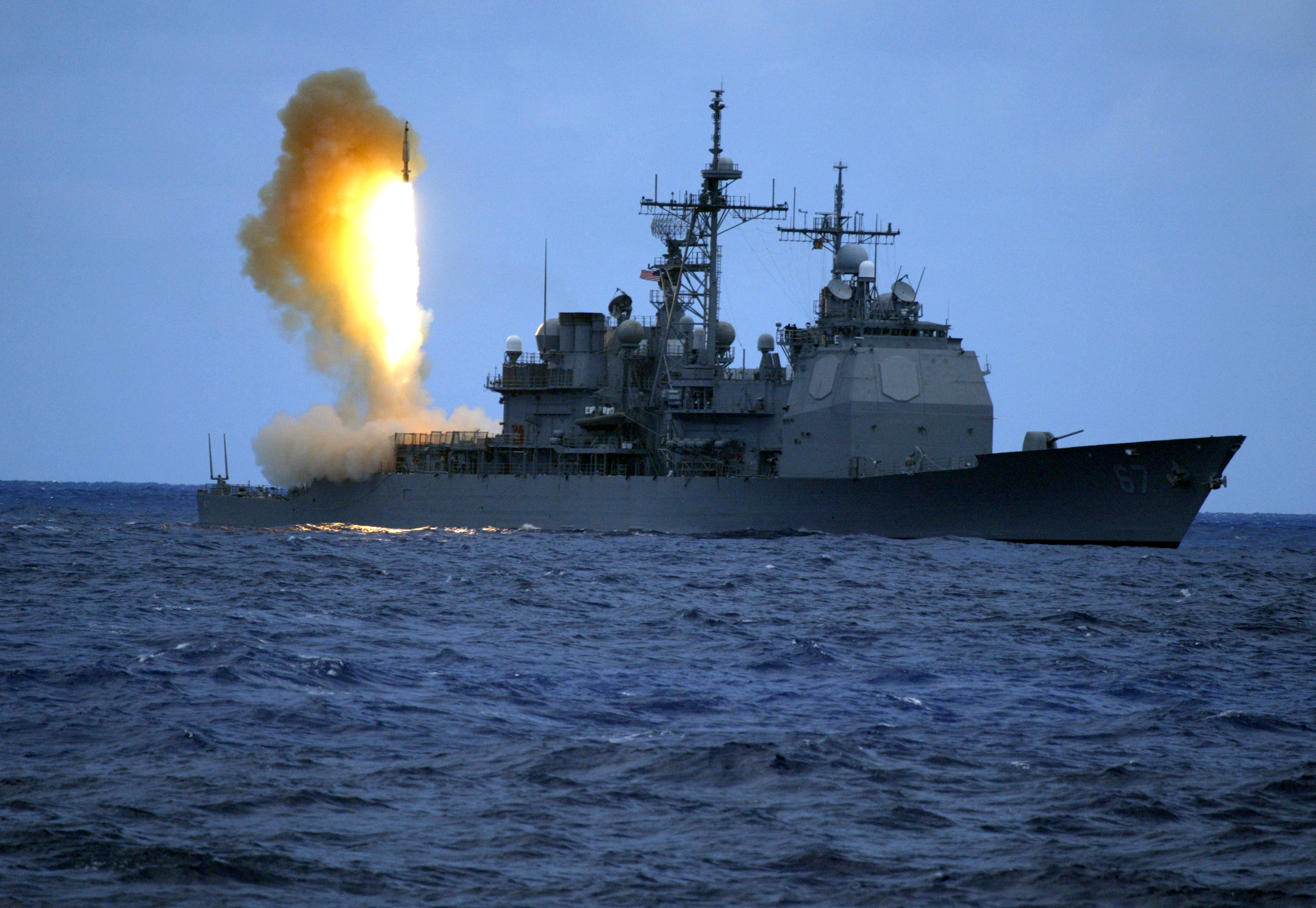
2006年6月22日の実験での
RIM-161 SM-3発射の瞬間

2006年6月22日ハワイ沖合にて、シャイローはRIM-161 SM-3による弾道ミサイルの迎撃実験に成功した。この試験はBMD3.6によって行われた最初の迎撃テストでもあった。またこの迎撃試験には海上自衛隊が初参加し、イージス護衛艦きりしまが、カウアイ島の太平洋ミサイル試射場から打ち上げられた標的ミサイルのレーダー追跡試験を行っている。
2006年7月初頭、米海軍はシャイローを横須賀基地（神奈川県）へ移動すると発表した。これは同時期に発生した北朝鮮ミサイル連続発射事件に対する対抗措置と見られているが、6月末にはすでに配備が決定していたようである。
8月29日、シャイローはRIM-161 SM-3搭載艦として初めて横須賀基地へ配備された。入港式典にはドナルド・ウィンター海軍長官が出席し、日米同盟におけるミサイル防衛の意義を強調した。
2012年10月14日、オーストラリア海軍のアデレード級フリゲートシドニーやシンガポール海軍のエンデュアランス級揚陸艦パーシステンスと共に平成24年度海上自衛隊観艦式に参加。国際観艦式を除き、自衛隊の観艦式に参加した初めての外国艦となった。
2012年12月、北朝鮮は「人工衛星」と称する弾道ミサイルの発射を予告する。これに対し米国海軍は黄海に艦艇を展開させ不測の事態に備えた。「シャイロー」は「DDG-56 ジョン・S・マケイン」と共に先行の2隻に続いて追加派遣され、ミサイル発射予告の初日に当たる12月10日までに当該海域に配備された。他海上自衛隊からイージス艦3隻、大韓民国海軍から2隻を加えた10隻態勢で臨む。ミサイルは同月12日に発射された。
2017年6月8日、沖縄の東の沖を航海中に下士官1人が行方不明になった。その後、米国海軍と海上自衛隊および海上保安庁が捜索したが発見できず捜索は11日に中止された。しかし米国海軍は15日、下士官が艦内で生きて発見されたと発表した
2023年9月7日、母港の横須賀を出港、新たなる母港である 真珠湾 で退役を迎えた